# Nicholas Corozzo
Nicholas Corozzo, detto Little Nick (New York, 17 marzo 1940), è un mafioso statunitense.

## Biografia
Nato in una famiglia italoamericana, Nicholas Corozzo, fratello di Joseph e zio di Joseph Jr., era conosciuto come la «primula rossa» di Cosa nostra.
Soprannominato «Little Nick», dal 1992 figurò tra i baroni della Famiglia Gambino, a capo di un giro di bische elettroniche clandestine, con scommesse sul football e il baseball per un valore di almeno dieci milioni di dollari. Il sistema di bische elettroniche che gestiva nel Queens era ingegnoso, e ruotava intorno ad almeno quattro siti informatici, uno dei quali in Costa Rica. Si trattava di un sistema assai redditizio che permetteva di finanziare generosamente altre attività malavitose.
In seguito all'arresto di Jackie D'Amico divenne capo reggente della Famiglia, e fu ricercato per oltre quattro mesi nell'ambito dell'Operazione Old Bridge, scattata nel febbraio 2008. Il novello padrino si diede immediatamente alla latitanza, nel bel mezzo di una retata portata avanti dalle autorità statunitensi in collaborazione con quelle italiane, nel cui corso finirono in carcere una sessantina di presunti mafiosi legati ai Gambino e a molti altri clan palermitani.
Il successivo 29 maggio, però, non riuscendo più a reggere la pressione dell'FBI, da cui era inserito nella Lista dei dieci criminali più ricercati d'America, si consegnò presso l'ufficio federale di New York, accompagnato dal suo avvocato.
Arrestato e detenuto senza possibilità di cauzione, il mafioso si dichiarò non colpevole di associazione a delinquere, estorsione e omicidio, mentre il suo avvocato affermava di non sapere dove avesse trascorso la latitanza. Le autorità affermarono che alla sua consegna, Corozzo si era presentato sfinito, incapace ormai di sopportare il risalto che i mezzi di comunicazione davano alla sua irreperibilità.
Dal giugno 2008 è stato detenuto presso il Metropolitan Correctional Center di Manhattan, dovendo scontare una condanna che lo avrebbe trattenuto fino al 2 marzo 2020, ma è stato rilasciato in anticipo il 29 novembre 2019.